# The Marge-ian Chronicles
«The Marge-ian Chronicles» (укр. «Мардж-іанські хроніки») — шістнадцята серія двадцять сьомого сезону мультсеріалу «Сімпсони», прем'єра якої відбулась 13 березня 2016 року у США на телеканалі «Fox».

## Сюжет
Коли Гомер дізнається, що Нед Фландерс вирощує зграю курей у дворі, він і Барт починають красти яйця, які вони несуть. Хоча він і купує своїх курей, щоб мати під рукою готові запаси яєць, вони з Бартом вважають, що яйця смакують краще після крадіжки у Фландерса.
Сім'я знаходить дослідницький центр «Корпорація дослідження», яка прийме курей, як частину дослідницького проєкту з першого космічного польоту на Марс. Дізнавшись, що компанія хоче розпочати колонізацію планети протягом 10 років (до 2026), Ліса охоче виступає волонтером. Решта родини (особливо Мардж) не згодні з її вибором. Однак, Гомер вмовляє Мардж також погодитись і використати зворотну психологію, сподіваючись, що таким чином Ліса втратить інтерес і кине.
Сімпсонів та кількох інших кандидатів поміщають на тиждень в імітаційне Марсіанського довкілля, щоб оцінити їхню реакцію на умови, з якими вони можуть зіткнутися. Наприкінці тижня всіх чоловіків звільняють за неохайність і дурість; а Мардж, навпаки, виявляється висококваліфікованою у виконанні необхідних завдань завдяки своєму досвіду домогосподарки та матері. Її та Лісу обирають фіналістами, що призводить до бурхливого протистояння між ними.
Пол і Баррі, керівники проєкту, повідомляють, що компанія-конкурент близька до завершення підготовки до відльоту на Марс, тому замість 2026, запуск переносять на найближчий четвер. Усі фіналісти припиняють участь, але Мардж та Ліса вперто залишаються у програмі, на розчарування Барта та Гомера.
Під час запуску вони миряться і вирішують, що більше не хочуть летіти на Марс, але вже запізно кидати місію. Коли зворотний відлік досягає нуля, двигуни не запалюються і ракета не взлітає. Пол і Баррі визнають, що запуск був фальшивим, призначений як для натхнення для нового покоління, так і для прикриття, щоб вони могли відмовитись від проекту та втекти (однак їхня машина не змогла завестись).
Вдома Ліса каже Мардж, що вони ледь не полетіли на Марс з чистої впертості, на що Мардж пояснює, що це і є справжні стосунки матері і дочки.
У фінальній сцені 2051 року Мардж і Ліса живуть на Марсі і сперечаються про бажання Ліси переїхати на Венеру…
У сцені під час титрів Пол і Баррі від'їжджають від місця запуску і починають планувати ідеї нових бізнес-проєктів.

## Ставлення критиків і глядачів
Під час прем'єри серію переглянули 3,07 млн осіб з рейтингом 1.3, що зробило її найпопулярнішим шоу на каналі «Fox» тієї ночі.
Денніс Перкінс з «The A.V. Club» дав серії оцінку B-, сказавши, що у серії «один з божевільних сюжетів, хоча, здається, готовий піти на це божевілля».
Згідно з голосуванням на сайті The NoHomers Club більшість фанатів оцінили серію на 4/5 із середньою оцінкою 3,74/5.